# Salinas Peak
Salinas Peak je hora v Sierra County, na jihu Nového Mexika.
Salinas Peak je nejčastěji uváděn jako nejvyšší vrchol pohoří San Andres Mountains. Leží v severní části pohoří, přibližně 50 kilometrů východně od řeky Rio Grande a 60 kilometrů západně od dominantního vrcholu jihu Nového Mexika Sierra Blanca Peak.
Má nadmořskou výšku 2 734 metrů a leží ve vojenské oblasti White Sands Missile Range.